# Świat według Kiepskich
„Świat według Kiepskich“ е полски ситком сериал, създаден през 16 март 1999 година на режисьора Окил Хамидов, от 2008 г. Патрик Йока.

## Сюжет
Внимание:  Текстът по-долу разкрива сюжета на произведението (или части от него)!
Серия разказва за приключенията на живота семейство Кепски и техните съседи, които живеят в стара каменица във Вроцлав, на улица Чвяртки 3/4.

## Актьорски състав
| Актьор             | Роля |
| ------------------ | --- |
| Анджей Грабовски   | Фердинанд Кепски (прякор Фердек, Фердуш, Йелоп, Бровар) съпруг на Халина. Обича семейството си. Безработен, мързелив, отбягва работа. Харесва да пие много бира, да пуши цигари, да гледа телевизия и да играе в тотото. Има много идеи, често създава различни бизнеси, но без успех. Краде от пенсията на баба си.           |
| Мажена Кипел-Щука  | Халина Кепска (прякор Халинка), съпруга на Фердинанд. Работи като медицинска сестра в болницата, била успешна по вдигане на тежести. |
| Кристина Фелдман   | Розалия Кепска, (прякор Бабка), майка на Халина. Мрази Фердинанд. |
| Бартош Жуковски    | Валдемар Кепски (прякор Циц), син на Фердинанд и Халина, верен съпруг на Йоланта. Той прекарва деня на пиене бирата с баща си и да гледа телевизия. Той е много срамежлив, като има трудности при установяване на контакти с момичетата и често заеква. В САЩ печели пари от автомивка и среща любовта на живота си – Йоланта. |
| Анна Илчук         | Йоланта Кепска (прякор Йолащя), съпруга на Валдемар. Не спазва принципите на мъжа си, като тя е амбициозна и егоистична и се интересува само от пари. |
| Барбара Муларчик   | Марьола Кепска, дъщеря на Фердинанд и Хелена. Типична полска тийнейджърка от бедно семейство. Не обича да си седи у дома и се забавлява в дискотека. Обича да се облича модерно. |
| Мачей Голембьовски | Земовит Кепски, вуйчо на Фердинанд. |
| Ришард Котис       | Марян Паждзьох, съпруг на Хелена Паждзьох, съсед на семейство Кепски. Не харесва Бочек. Той е хитър, алчен, двуличен и лицемерен. Работи във вроцлавски базар и често попада в конфликт с Фердинанд. Той не отбягва алкохол, въпреки съперничество си с Фердинанд и често пият заедно.                                         |
| Рената Палис       | Хелена Паждзьох, съпруга на Марян. Все мърмори на Марян. Безработна. |
| Дарюш Гнатовски    | Арнолд Бочек, съсед на семейство Кепски и Паждзьох. Работи в кланица. Гледа по телевизията монголски балет. Обича да яде много месо. |
| Бохдан Смолен      | Едзьо, е пощаджия. Негова отличителна черта е способността му да говори в стихове. |
| Анджей Галла       | Анджей Козловски, президент на жилищната кооперация. |
| Йоанна Куровска    | Казимеж Бадура, бездомен, приятел на Фердинанд. Издържа се от продажбата на скрап. |
| Йоанна Куровска    | Гражина Кокошинска, медицинска сестра, приятелка на Халинка. |
| Зофия Червинска    | Зофия Малиновска, държи магазин. |
| и другите          | |

## Награди и номинации
| Награди | Награди            | Награди   | Награди                | Награди  |
| Година  | Награда            | Категория | Име                    | Резултат |
| ------- | ------------------ | --------- | ---------------------- | -------- |
| 2001    | Награди Телекамери | Плебисцит | Świat według Kiepskich | Награда  |
| 2002    | Награди Телекамери | Плебисцит | Świat według Kiepskich | Награда  |